# 除染廃棄物用容器
除染廃棄物用容器（じょせんはいきぶつようようき）は福島第一原子力発電所事故の後、福島県を中心に日本国内各地で放射能汚染物質の除去作業が行われる中、除去された除染廃棄物を充填、収納する容器のこと。

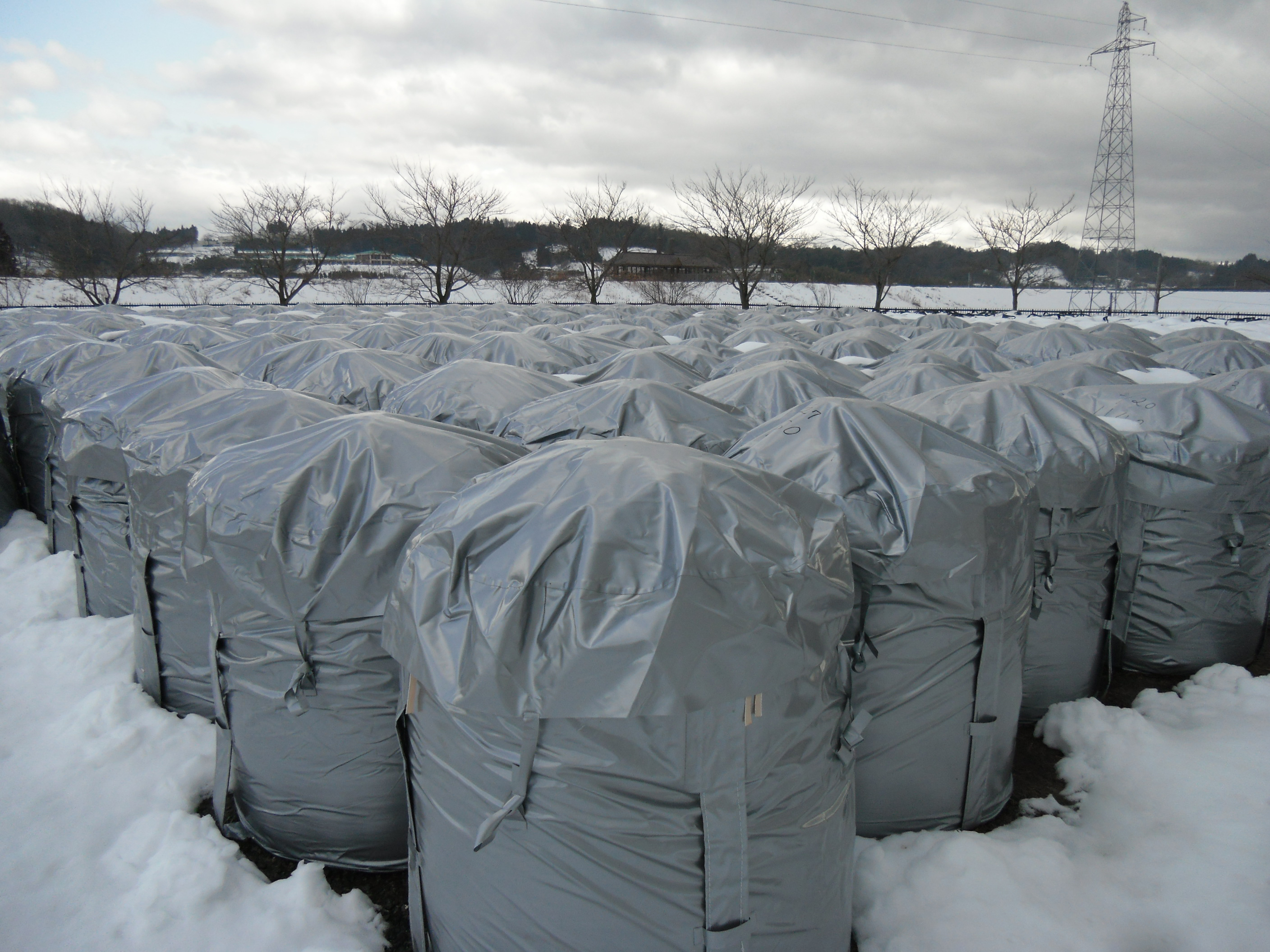
除染廃棄物用容器

## 概要
ポリプロピレンやポリエチレン、ポリエステル、PVC等の化学繊維より構成された外部層や中間層とアルミ等の金属物質材料を使用した内部層より構成された多層式の容器である。汚泥等含水量の高い汚染物から土砂等粉状の物質迄各種汚染物の仮置き場における一時収納、その後最終処分場までの輸送に適しており、屋外に5年まで保管することも可能。大型の容器では1トン程度、家庭用のものでは20㎏~30㎏の重量物を充填することができる。